# فريدريش إنجل
فريدريش إنجل (بالألمانية: Friedrich Engel )‏ (و. 1861 – 1941 م) هو رياضياتي، ومؤرخ الرياضيات، وأستاذ جامعي ألماني، ولد في لوغاو، كان عضوًا في أكاديمية ساكسون للعلوم (منذ 1 أبريل 1904)، وأكاديمية ساكسون للعلوم (31 يوليو 1899–1 أبريل 1904)، وأكاديمية ساكسون للعلوم (3 مارس 1890–31 يوليو 1899)، والأكاديمية البروسية للعلوم، والأكاديمية الروسية للعلوم، والأكاديمية النرويجية للعلوم والآداب، توفي في غيسن، عن عمر يناهز 80 عاماً.

## التعليم
تعلم في جامعة لايبتزغ.

## جوائز
حصل على جوائز منها:
- Knight of the Order of St. Olav‎  [لغات أخرى]‏[5]
- جائزة لوباتشيفسكي [الإنجليزية]‏.[5]